# آبشار پانتر
آبشار پانتر (به انگلیسی: Panther Falls) آبشاری است که در کشور کانادا واقع شده‌است و بلندترین ریزشگاه آن ۶۱ متر ارتفاع دارد. حوضهٔ آبریز این آبشار، رود پانتر است.